# Ерік Гордон

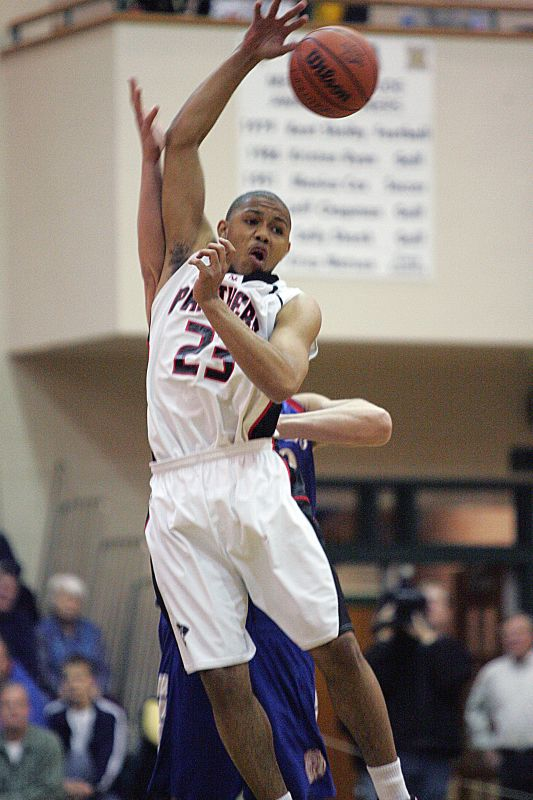
Ерік Гордон

Ерік Гордон (англ. Eric Gordon; 25 грудня 1988) — американський професійний баскетболіст. Виступає за клуб НБА «Х'юстон Рокетс» на позиції атакувального захисника.

## Кар'єра у НБА
Гордон був обраний на драфті 2008 під 7 загальним номером «Кліпперс».
23 січня 2009 Гордон набрав 41 очко за гру, встановивши таким чином новий клубний рекорд для новачків. За підсумками січня 2009 Гордон був названий новачком місяця. Протягом сезону 2008-09 Ерік набирав у середньому 16.1 очок за гру — третій результат серед новачків. Гордон посів п'яту сходинку у голосуванні за звання новачка року, його було обрано у другу команду новачків НБА.
У наступному сезоні Гордон взяв участь у 62 іграх регулярної першості. Його середня результативність становила 16.9 очок за гру.
У сезоні 2010-11 Гордон набирав у середньому 22.3 очок за гру (другий результат у команді). У восьми іграх він набрав не менше 30 очок.
14 грудня 2011 Ерік Гордон перейшов у «Горнетс». У першій грі у складі нової команди Гордон набрав 20 очок, виконав 4 підбирання на 3 результативні передачі. «Горнетс» грали проти «Фінікс Санз», матч завершився з рахунком 84-83, і саме Гордон виконав переможний кидок за 4.2 секунд до кінця.
Через проблеми зі здоров'ям Гордон пропустив більшу частину сезону; він взяв участь лише у 9 іграх регулярної першості.

### Статистика кар'єри в НБА

#### Регулярний сезон
| Сезон   | Команда               | GP  | GS  | MPG  | FG%  | 3P%  | FT%  | RPG | APG | SPG | BPG | PPG  |
| ------- | --------------------- | --- | --- | ---- | ---- | ---- | ---- | --- | --- | --- | --- | ---- |
| 2008–09 | Лос-Анджелес Кліпперс | 78  | 65  | 34.3 | .456 | .389 | .854 | 2.6 | 2.8 | 1.0 | .4  | 16.1 |
| 2009–10 | Лос-Анджелес Кліпперс | 62  | 60  | 36.0 | .449 | .371 | .742 | 2.6 | 3.0 | 1.1 | .2  | 16.9 |
| 2010–11 | Лос-Анджелес Кліпперс | 56  | 56  | 37.4 | .450 | .364 | .825 | 2.9 | 4.4 | 1.3 | .3  | 22.3 |
| 2011–12 | Нью-Орлінс Горнетс    | 9   | 9   | 34.4 | .450 | .250 | .754 | 2.8 | 3.4 | 1.4 | .4  | 20.6 |
| 2012–13 | Нью-Орлінс Горнетс    | 42  | 40  | 30.1 | .402 | .324 | .842 | 1.8 | 3.3 | 1.1 | .2  | 17.0 |
| 2013–14 | New Orleans           | 64  | 64  | 32.1 | .436 | .391 | .785 | 2.6 | 3.3 | 1.2 | .2  | 15.4 |
| 2014–15 | Нью-Орлінс Пеліканс   | 61  | 60  | 33.1 | .411 | .448 | .805 | 2.6 | 3.8 | .8  | .2  | 13.4 |
| 2015–16 | Нью-Орлінс Пеліканс   | 45  | 44  | 32.9 | .418 | .384 | .888 | 2.2 | 2.7 | 1.0 | .3  | 15.2 |
| Кар'єра |                       | 417 | 398 | 33.9 | .435 | .383 | .814 | 2.5 | 3.3 | 1.1 | .3  | 16.6 |

### Плей-оф
| Сезон   | Команда             | GP | GS | MPG  | FG%  | 3P%  | FT%  | RPG | APG | SPG | BPG | PPG  |
| ------- | ------------------- | -- | -- | ---- | ---- | ---- | ---- | --- | --- | --- | --- | ---- |
| 2015    | Нью-Орлінс Пеліканс | 4  | 4  | 36.0 | .438 | .406 | .833 | 2.5 | 3.8 | .5  | .5  | 18.5 |
| Кар'єра |                     | 4  | 4  | 36.0 | .438 | .406 | .833 | 2.5 | 3.8 | .5  | .5  | 18.5 |

## Національна збірна
У складі збірної США з баскетболу Гордон у 2010 здобув золоту медаль чемпіонату світу.